# Championnat du Burkina Faso de football 2024-2025
Navigation
Saison précédente Saison suivante
La saison 2024-2025 du Championnat du Burkina Faso de football est la soixante-troisième édition de la première division au Burkina Faso, organisée sous forme de poule unique, la Ligue 1.

## Déroulement de la saison
L'AS Douanes est le tenant du titre.
Toutes les équipes se rencontrent deux fois au cours de la saison. En fin de saison, les deux derniers du classement sont relégués et remplacés par les deux meilleures formations de deuxième division.
Deux places en compétitions continentales sont réservées aux clubs burkinabés : le champion se qualifie pour la Ligue des champions de la CAF 2025-2026 tandis que le vainqueur de la Coupe du Burkina Faso obtient son billet pour la Coupe de la confédération 2025-2026.
En fin de saison le Rahimo FC termine à la première place et remporte son deuxième titre de champion du Burkina Faso, comme le club gagne également la Coupe du Faso, le vice-champion USFA se qualifie pour la Coupe de la confédération 2025-2026.

## Les clubs participants
- Union sportive des Forces armées
- Étoile filante de Ouagadougou
- Association sportive du Faso-Yennenga
- Association sportive de la SONABEL
- Racing Club de Bobo
- ASEC Koudougou
- Rail Club du Kadiogo
- Salimata et Tasséré Football Club
- AS Douanes
- Association sportive des fonctionnaires de Bobo-Dioulasso
- Majestic Football Club
- Vitesse Football Club
- Rahimo FC
- Sporting Football des Cascades
- Réal du Faso - Promu de D2
- US Comoé - Promu de D2

## Compétition

### Classement
| Rang | Équipe                         | Pts | J  | G  | N  | P  | Bp | Bc | Diff |
| ---- | ------------------------------ | --- | -- | -- | -- | -- | -- | -- | ---- |
| 1    | Rahimo FCC                     | 56  | 30 | 16 | 8  | 6  | 46 | 25 | +21  |
| 2    | USFA                           | 51  | 30 | 13 | 12 | 4  | 30 | 18 | +12  |
| 3    | AS SONABEL                     | 50  | 30 | 13 | 11 | 5  | 29 | 16 | +13  |
| 4    | ASFB                           | 42  | 30 | 10 | 12 | 8  | 28 | 23 | +5   |
| 5    | AS Douanes T                   | 41  | 30 | 9  | 14 | 7  | 28 | 22 | +6   |
| 6    | Réal du Faso P                 | 41  | 30 | 10 | 11 | 9  | 29 | 30 | -1   |
| 7    | Majestic SC                    | 39  | 30 | 9  | 12 | 9  | 26 | 26 | 0    |
| 8    | Racing Club de Bobo            | 39  | 30 | 9  | 12 | 9  | 25 | 26 | -1   |
| 9    | Vitesse FC                     | 38  | 30 | 9  | 11 | 10 | 35 | 27 | +8   |
| 10   | Sporting Football des Cascades | 38  | 30 | 8  | 14 | 8  | 27 | 26 | +1   |
| 11   | ASFA Yennenga                  | 38  | 30 | 10 | 8  | 12 | 23 | 26 | -3   |
| 12   | Rail Club du Kadiogo           | 35  | 30 | 9  | 8  | 13 | 19 | 30 | -11  |
| 13   | Étoile filante                 | 33  | 30 | 8  | 9  | 13 | 25 | 31 | -6   |
| 14   | Salitas FC                     | 33  | 30 | 9  | 6  | 15 | 29 | 36 | -7   |
| 15   | US Comoé P                     | 31  | 30 | 7  | 10 | 13 | 28 | 41 | -13  |
| 16   | ASEC Koudougou                 | 29  | 30 | 7  | 8  | 15 | 19 | 43 | -24  |

|  | Qualification pour la Ligue des champions de la CAF 2025-2026         |
|  | Qualification pour la Coupe de la confédération 2025-2026             |
|  | T : Tenant du titre C : Vainqueur de la Coupe du Faso P : Promu de D2 |

Lors de l'avant dernière journée du championnat l'AS SONABEL et l'USFA doivent se rencontrer, un match primordial pour la qualification en Coupe de la confédération, mais à cause d'un problème de couleur de maillot le match n'a pas lieu, il devait être rejoué le 14 juin après la fin du championnat le 30 mai 2025. L'AS Sonabel se retrouvant en manque d'effectif car les contrats de plusieurs joueurs se terminent le 31 mai, a dû déclarer forfait donnant la victoire à l'USFA qui se qualifie pour la compétition continentale.

## Bilan de la saison
| Championnat du Burkina Faso de football 2024-2025 |                                  |
| Champion                                          | Rahimo FC (2e titre)             |
| Coupes et trophées                                |                                  |
| Vainqueur de la Coupe du Burkina Faso 2024-2025   | Rahimo FC                        |
| Qualifications continentales                      |                                  |
| Ligue des champions de la CAF 2025-2026           | Rahimo FC                        |
| Coupe de la confédération 2025-2026               | Union sportive des Forces armées |
| Promotions et relégations                         |                                  |
| Promus en Ligue 1                                 | CFFEB Ouagadougou                |
| Promus en Ligue 1                                 | AJEB de Bobo-Dioulasso           |
| Relégués en Deuxième division                     | US Comoé                         |
| Relégués en Deuxième division                     | ASEC Koudougou                   |